# Smilla Holmberg
Smilla Hilma Holmberg (Stoccolma, 11 ottobre 2006) è una calciatrice svedese, difensore dell'Hammarby e della nazionale svedese.

## Carriera

### Nazionale
Notata dalla Federcalcio svedese come potenziale nuovo elemento da inserire in organico con le proprie formazioni giovanili, Holmberg inizia a essere convocata nel 2022, inizialmente per vestire la maglia della selezione under 16 in occasione di una serie di sei amichevoli tra maggio e luglio con le pari età di sei diverse nazionali.
Qualche mese più tardi passa alla under 17, inserita in rosa con la squadra che affronta le qualificazioni all'Europeo di Estonia 2023 dal tecnico federale Lotta Hellenberg. Sotto la sua guida scende in campo in 5 dei 6 incontri in programma nelle due fasi, siglando la rete della vittoria sui Paesi Bassi nella fase élite, gol fondamentale per l'accesso della sua nazionale alla fase finale, per poi essere riconfermata tra le ragazze in partenza per il paese baltico. Qui gioca anche i tre incontri del gruppo B della fase a gironi dove però la Svezia subisce tre sconfitte e viene eliminata dal torneo.
Sempre nel 2023, dopo aver disputato due incontri del triangolare under 18, è chiamata in under 19 da Elin Magnusson, inserita in rosa con la squadra che affronta le qualificazioni all'Europeo di Lituania 2024, scendendo in campo in tutti i 6 incontri in programma nelle due fasi senza che la sua nazionale acceda alla fase finale. Rimasta in quota anche per la successiva edizione di Polonia 2025, la nuova responsabile federale Annelie Norén la convoca per disputare le qualificazioni al torneo UEFA. Nel frattempo, oltre a giocare con questa selezione una serie di amichevoli, tra maggio e giugno 2024 marca anche 3 presenze con la under 23.
Per la prima convocazione con la nazionale maggiore deve attendere maggio 2025, quando il commissario tecnico Peter Gerhardsson la chiama in previsione delle sfide del 30 maggio e 3 giugno con Italia e Danimarca, entrambe nel gruppo 4 di lega A della UEFA Women's Nations League 2025, debuttando, da titolare, nel pareggio a reti involate con le azzurre allo stadio Ennio Tardini di Parma. In seguito Gerhardsson, dopo averla impiegata nuovamente da titolare nella vittoriosa amichevole con la Norvegia decide di concederle fiducia inserendola nella rosa delle 23 giocatrici che disputano la fase finale di Euro 2025., giocatrice più giovane della squadra e giocatrice di movimento con il minor numero di presenze internazionali. Durante il torneo si mette in luce come una delle giovani di talento sotto i 21 anni d'età, trovando, sul risultato fermo sull'1-1, la rete del vantaggio sulla Germania che ha poi favorito la vittoria delle scandinave per 4-1.

## Palmarès

### Club
- Campionato svedese: 1

Hammarby: 2023
- Coppa di Svezia: 2

Hammarby: 2022-2023, 2024-2025